# Opaliopsis cearensis
Opaliopsis cearensis is een slakkensoort uit de familie van de Epitoniidae. De wetenschappelijke naam van de soort is voor het eerst geldig gepubliceerd in 2011 door Andrade, Costa & Pimenta.